# Synergi (interesseorganisation)
 Ikke at forveksle med Synergi.
Synergi er en dansk interesseorganisation, der arbejder for at fremme energieffektivitet i de danske bygninger og i industrien. 
Organisationen blev stiftet i 2018 af de fire virksomheder Danfoss, Grundfos, Rockwool og Velux. Siden er der kommet flere medlemmer til, og i 2019 blev tidligere økonomi- og erhvervsminister Bendt Bendtsen valgt som bestyrelsesformand, som afløste stiftende bestyrelsesformand Christian Jølck, der bl.a. ansatte nuværende direktør Katrine Bjerre Milling Eriksen.
Da Synergi blev stiftet, førte det til en vis polemik i medierne, da flere artikler gav indtryk af, at de fire stiftende virksomheder var utilfredse med Dansk Industri og derfor ville melde sig ud. Historien blev efterfølgende dementeret af både Dansk Industri og af virksomhederne bag SYNERGI.
Synergi har sekretariat i Industriens Hus på Rådhuspladsen i København.

## Ekstern henvisning
- Synergis hjemmeside